# Septimaniai Vilmos

A verduni szerződés és a frank birodalom felosztása (843)

Septimaniai Vilmos (826. november 29. – 850) frank főnemes, Septimaniai Bernát idősebb fia, II. Pipin aquitániai király legfontosabb és legkitartóbb híve. Apja 841-ben, a fontenoy-i csata után megígérte ugyan Kopasz Károlynak, hogy nem támogatja Pipint, de ezt az ígéretét esze ágában sem volt betartani. Ezért Károly 842-ben leváltotta Bernátot Toulouse grófjának tisztéből, és a helyébe júliusban Akfrédet (Acfred) nevezte ki. Bernát nem fogadta el a döntést, nyíltan II. Pipin oldalára állt a polgárháborúban, és 843-ban elűzte Akfrédet Toulouse-ból (Akfréd hamarosan, tán  még abban az évben meg is halt).
Anyja, Dhuoda leginkább irodalmi hagyatékáról ismert. Liber Manualis című, 11 fejezetből álló intelmeit kimondottan Vilmos okulására állította össze.

## Élete, uralkodása
A csecsemő Vilmost apja Autunbe küldte Tódor (Theodoric) gróf udvarába — a gróf Vilmos nagybátyja volt. A gróf azonban valamikor 830 körül meghalt, és a gyermeket, aki apja révén a királyi család rokona volt, maga  Jámbor Lajos császár vette gyámságába. Amikor Lajos 840-ben meghalt, a gyám tisztét negyedik fia, a későbbi Kopasz Károly vette át. Vilmos ebben az időben Uzèsben lakott, és gyakran találkozott a közeli Toulouse-ban élő családtagjaival. 841. június 25-én (éppen a fontenoy-i csata napján) Vilmos egy kérvényt nyújtott be, miszerint szeretné megkapni az elhunyt Tódor gróf burgundi birtokait. A kért birtokokat megkapta, Károly ráadásul meghívta udvarába, és neki ígérte Autun grófságot is. A grófságot azonban 844-ben végül nem ő kapta meg, hanem Károly egyik kedvenc hadvezére, Provance-i Guérin. Ez a méltánytalanság Károly ellen hangolta a felbőszült Vilmost. 842-ben Károly leváltotta Toulouse grófjának tisztéből Septimaniai Bernátot, és a helyébe júliusban Akfrédet (Acfred) nevezte ki. Bernát, aki nem fogadta el a döntést, felkelt Károly ellen és nyíltan II. Pipin oldalára állt a polgárháborúban. 843-ban elűzte Akfrédet Toulouse-ból (Akfréd hamarosan, tán  még abban az évben meg is halt)
844-ben Károly megszállta a Toulouse-i grófságot, a második toulouse-i csatában legyőzte és elfogta (Pierre Andoque francia történész szerint Bernátot már egy évvel korábban elfogtra Guerin, amikor elfoglalta Uzès grófságot), majd 844 májusában kivégeztette Bernátot. Toulouse grófjává Károly ezúttal Frédelont nevezte ki, Bernát többi birtokát pedig korábbi szövetségesének Sunifrednek adta. Az apja örökségére igényt tartó Vilmos ettől fogva ellenségének tekintette Sunifredet és nyíltan II. Pipin mellé állt a polgárháborúban.
A 844. június 14-én vívott angoumois-i csatában Pipin és Vilmos súlyos vereséget mért Károlyra, aki ezzel fél évtizedre teljesen elvesztette a déli területeket. Pipin Vilmost nevezte ki Toulouse grófjává, és ő elűzte a Károly által kinevezett Frédelont.
Az akvitánok hamarosan lázadozni kezdtek Pipin uralma ellen — valószínűleg leginkább az háborította fel őket, hogy Pipin jóformán semmit nem tett a földeket feldúló és tömegeket lemészárló vikingek ellen. A vikingek 844-es hadjáratukon kifosztották Bordeaux-t, majd végigpusztították a Garonne völgyét, és csak Toulouse falai elől fordultak vissza. Föltehetőleg ennek hatására Pipin 845-ben kinevezett valakit — valószínűleg Vilmost — Bordeaux grófjává és egyúttal Baszkföld (Gascogne) hercegévé, de érdemi eredmény nélkül. 847-ben a vikingek újra megostromolták Bordeaux-t és elfogták a város felmentésével próbálkozó Vilmost. Pipinnek csak 848-ban sikerült kiváltania őt a fogságból, és ezután délre küldte, hogy Gothiában fogja össze a Pipin-párti erőket.
Vilmos 848-ban úgy döntött, hogy visszafoglalja jogosnak vélt örökségét Sunifredtől, akit sógora (bátyja?) Sunyer, Empúries és Roussillon grófja támogatott. Arról hogy mi történt, megoszlanak a vélemények:
- az egyik álláspont szerint Vilmos fényes győzelmet aratott a két gróf csapatain; a harcban Sunifer és Sunyer is elesett;
- a másik álláspont szerint Sunifer természetes halállal halt meg, és ezután Vilmos ellenállás nélkül bevonult Barcelonába és (valószínűleg harc után) Sunyer birtokába, Empúries grófságba is.

Sunifred halála után Károly Alerant nevezte ki Barcelona grófjává, de Vilmos fittyet hányt akaratának.
A Pipinnel elégedetlen akvitánok 848-ban visszahívták Károlyt. Ő 849-ben megindult csapataival dél felé, és az immár valóban birtokába lépő Frédelon megnyitotta neki Toulouse kapuit. Károly hamarosan az egész tartományt meghódította, Frédelont pedig megerősítette birtokában. Megerősítette tisztében Alerant is, akit egyúttal kinevezett Empúries és Roussillon grófjává, Septimania őrgrófjává. Annak érdekében, hogy Aleran sikerrel vehesse fel a harcot a Vilmossal, Károly segítségként mellé rendelte Isembardot, aki kedvenc hadvezérének, Provence-i Guerinnek a fia és Autun grófja volt.
Vilmos II. Abd ar-Rahmán córdobai emírtől kért segítséget. 850-ben Katalóniában vonta össze erőit, és formálisan is szövetséget kötött a  Córdobai Kalifátussal. Némely források szerint sikerült tőrbecsalnia és elfognia Alerant és Isembardot, ám ezután Károly jelentős erősítést küldött a támadóknak, és azok csatában legyőzték Vilmos csapatait. Vilmos visszamenekült Barcelonába, ám ott a királyhű partizánok elfogták és megölték. Az elfogott grófok kiszabadultak, és Aleran immár tényleg Barcelona grófja lett.

## Fordítás
- Ez a szócikk részben vagy egészben  a   Sunifred, Count of Barcelona című angol Wikipédia-szócikk ezen változatának fordításán alapul.  Az eredeti cikk szerkesztőit annak laptörténete sorolja fel. Ez a jelzés csupán a megfogalmazás eredetét és a szerzői jogokat jelzi, nem szolgál a cikkben szereplő információk forrásmegjelöléseként.
- Ez a szócikk részben vagy egészben  a   William of Septimania című angol Wikipédia-szócikk ezen változatának fordításán alapul.  Az eredeti cikk szerkesztőit annak laptörténete sorolja fel. Ez a jelzés csupán a megfogalmazás eredetét és a szerzői jogokat jelzi, nem szolgál a cikkben szereplő információk forrásmegjelöléseként.